# Аксьоновка (Рубцовський район)
Аксьо́новка (рос. Аксёновка) — селище у складі Рубцовського району Алтайського краю, Росія. Входить до складу Новоросійської сільської ради.

## Населення
Населення — 49осіб (2010; 62 у 2002).
Національний склад (станом на 2002 рік):
- росіяни — 98 %